# Nikola Došen
Nikola Došen (Zadar, 15. studenoga 1991.), hrvatski profesionalni košarkaš. S hrvatskom reprezentacijom (do 18) bio je brončani na Europskom prvenstvu 2008. godine u Grčkoj (Amaliada, Pyrgos).